# Esteban Ocon
Esteban José Jean-Pierre Ocon-Khelfane (* 17. September 1996 in Évreux) ist ein französischer Automobilrennfahrer. Er gewann 2014 die europäische Formel-3-Meisterschaft und 2015 die GP3-Serie. Er fährt seit 2016 in der Formel 1 und geht seit 2025 für das Haas F1 Team an den Start. Beim Großen Preis von Ungarn 2021 holte er seinen ersten Sieg in der Formel 1.

## Karriere
Ocon begann seine Motorsportkarriere 2006 im Kartsport, in dem er bis 2011 aktiv blieb. Unter anderem wurde er 2011 französischer KF3-Meister sowie Zweiter in der KF3-WSK Euro Series. 2012 erfolgte sein Einstieg in den Formelsport. Außerdem wurde er ins Förderprogramm von Genii/Lotus aufgenommen. Für Koiranen Motorsport nahm er am Formel Renault 2.0 Eurocup teil. Ein dritter Platz war sein bestes Resultat. Während sein Teamkollege Daniil Kwjat Vizemeister wurde, erreichte Ocon den 14. Gesamtrang. Darüber hinaus trat er für Koiranen zu einigen Rennen der alpinen Formel Renault an. Dabei belegte er mit zwei dritten Plätzen den siebten Platz in der Fahrerwertung. 2013 wechselte Ocon innerhalb der Formel-Renault-Meisterschaften zum ART Junior Team. Mit zwei Siegen und drei zweiten Plätzen stand er insgesamt fünfmal auf dem Podest im Formel Renault 2.0 Eurocup. Er verbesserte sich im Gesamtklassement auf den dritten Rang. Darüber hinaus nahm er erneut an einigen Rennen der alpinen Formel Renault teil. Dort lag er mit einem Sieg auf dem zwölften Meisterschaftsplatz. Außerdem debütierte Ocon 2013 in der Formel 3. Er nahm zunächst als Gaststarter an einem Rennen des MSV F3 Cups, einer britischen Amateur-Formel-3-Meisterschaft, teil. Anschließend erhielt er beim Prema Powerteam ein Cockpit für den Macau Grand Prix.
2014 wechselte Ocon in die europäische Formel-3-Meisterschaft. Er ging für das Prema Powerteam an den Start. Bereits beim ersten Rennwochenende in Silverstone stand er bei jedem der drei Rennen auf dem Podium und erzielte einen Sieg. Er gewann weitere Rennen in Hockenheim, Pau, Mogyoród, Wolokolamsk und Imola. In Wolokolamsk entschied er jedes Rennen für sich. Ocon gewann den Meistertitel vorzeitig beim vorletzten Rennwochenende. Mit 478 Punkten lag er am Saisonende vor Tom Blomqvist, der 420 Punkte erzielt hatte. Als Belohnung für seinen Formel-3-Titelgewinn erhielt Ocon die Möglichkeit zwei Jahre alte Formel-1-Autos von Lotus und Ferrari zu testen. Dabei überzeugte er beide Teams. Anschließend gab Ocon für Lotus im freien Training des Großen Preises von Abu Dhabi sein Debüt an einem Formel-1-Wochenende. Ocon nahm 2014 außerdem für Comtec Racing an vier Rennen der Formel Renault 3.5 teil.
Ursprünglich plante Ocon für 2015 einen Wechsel in die GP2-Serie, dieser kam jedoch nicht zustande. Stattdessen trat Ocon 2015 für ART Grand Prix in der GP3-Serie an. Bereits beim ersten Rennen in Barcelona gelang ihm der einzige Sieg. Vom 6. bis zum 14. Rennen schaffte Ocon neun zweite Plätze in Folge. Ocon stand nur viermal nicht auf dem Podium und gewann die Meisterschaft mit 253 zu 245 Punkten vor Luca Ghiotto. Außerdem war er als Test- und Ersatzpilot von Mercedes in der DTM sowie als Testfahrer für Force India in der Formel 1 aktiv. Beim Großen Preis von Abu Dhabi 2015 wurde er als neues Mitglied im Förderprogramm von Mercedes vorgestellt.

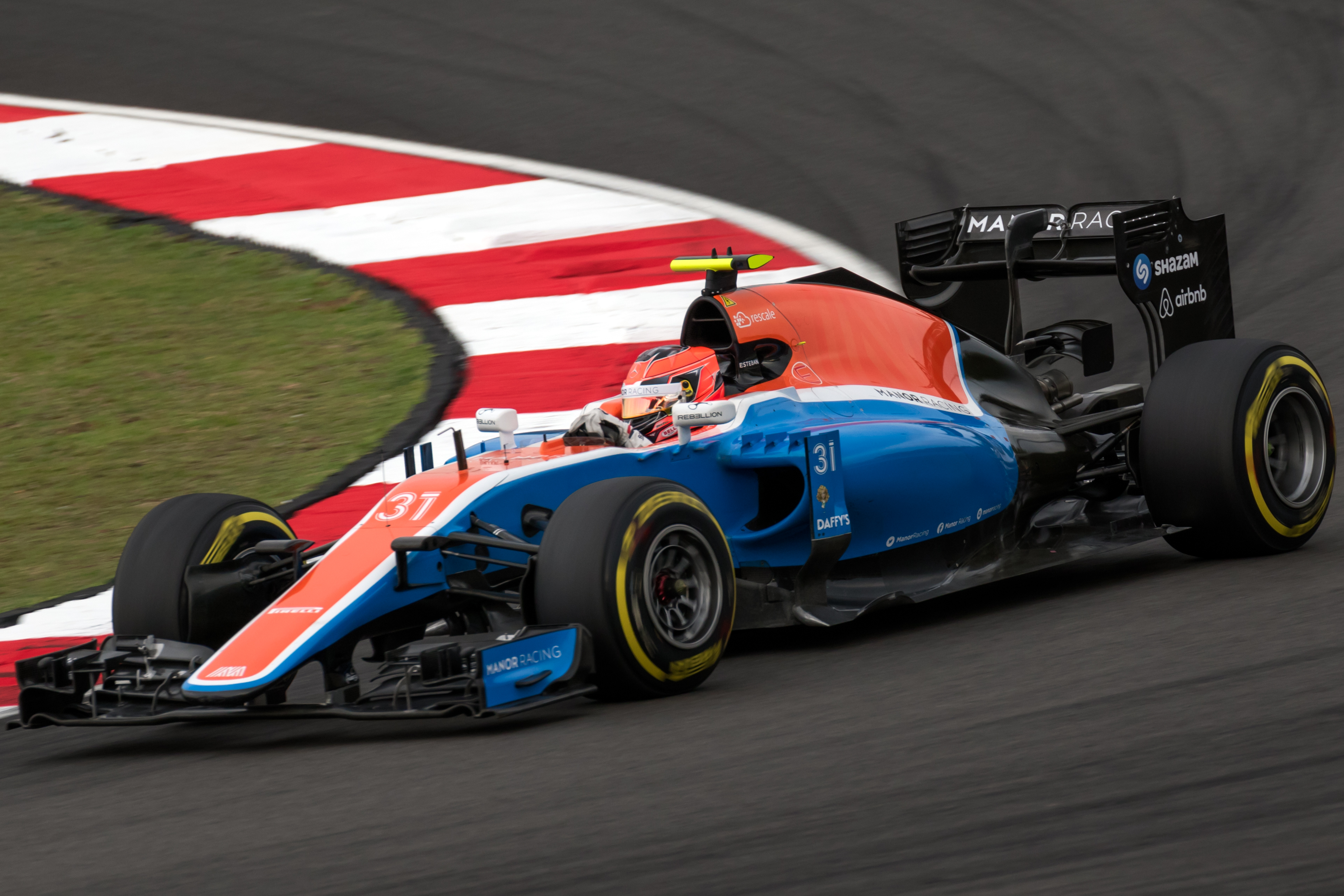
Ocon im Manor beim Qualifying zum Großen Preis von Malaysia 2016

2016 blieb Ocon bei ART Grand Prix und wechselte als Stammpilot in die DTM. Dort wurde er Nachfolger von Lucas Auer, der ein Cockpit bei HWA erhalten hatte. Beim ersten Lauf in Zandvoort erzielte er als Neunter erstmals Punkte in der DTM. Anschließend verließ er die DTM und übergab sein Cockpit an Felix Rosenqvist. In der Formel-1-Weltmeisterschaft 2016 trat Ocon darauf zu Rennen an. Nachdem er zunächst als Renault-Testfahrer an freien Trainings teilgenommen und für Mercedes Testfahrten absolviert hatte, erhielt er ab dem Großen Preis von Belgien ein Formel-1-Renncockpit bei Manor. Er ersetzte dort Rio Haryanto und wurde Teamkollege von Pascal Wehrlein, der wie Ocon von Mercedes gefördert wurde. Ocon wählte die Nummer 31 als seine permanente Formel-1-Startnummer. Ein zwölfter Platz in Brasilien war sein bestes Ergebnis.
Zur Formel-1-Weltmeisterschaft 2017 wechselte Ocon zu Force India und wurde Teamkollege von Sergio Pérez. Beim Saisonauftakt in Australien erzielte er als Zehnter seinen ersten Punkt. Am Saisonende belegte er den achten Gesamtrang. 2018 blieb Ocon bei Force India. In der Sommerpause übernahm Racing Point den Startplatz und das Team von Force India. Bei dem ersten Rennen für das neuaufgestellte Team in Belgien wurde Ocon Sechster. Am Saisonende lag er auf dem zwölften Platz der Fahrerweltmeisterschaft.
In der Formel-1-Weltmeisterschaft 2019 blieb Ocon ohne Cockpit, bei Racing Point bildeten in diesem Jahr Sergio Pérez und Lance Stroll das Fahrerduo.
Zur Formel-1-Weltmeisterschaft 2020 wechselte Ocon zu Renault, wo er Teamkollege von Daniel Ricciardo wurde und Nico Hülkenberg ersetzte. In einem turbulenten Sachir-Grand Prix, den sein ehemaliger Teamkollege Sergio Pérez im Racing Point gewann, holte er als Zweiter sein erstes Podium in der Formel 1. Er beendete die Saison auf dem zwölften Platz der Fahrerwertung mit 62 Punkten.
2021 blieb Ocon bei dem französischen Team, das seit dieser Saison als Alpine F1 Team an den Start geht, und erhielt mit Fernando Alonso einen neuen Teamkollegen. Beim Großen Preis von Ungarn gelang ihm in einem turbulenten Rennen sein erster Grand-Prix-Sieg. Am Ende der Saison belegte er den elften Gesamtrang. In den folgenden beiden Saisons 2022 und 2023 erzielte Ocon regelmäßig Punkte, konnte als größten Erfolg aber nur noch einmal als Dritter eine Podestplatzierung erlangen. In der Saison 2024 stellte Alpine seinen Fahrern ein deutlich schwächeres Fahrzeug als in den Vorjahren zur Verfügung, wodurch sowohl Ocon als auch sein Teamkollege Pierre Gasly sich in der ersten Saisonhälfte nur vereinzelt in den Punkterängen platzieren konnten. Im Juni 2024 wurde bekannt, dass Ocon das Team nach fünf Jahren verlassen und 2025 erneut als Nachfolger von Nico Hülkenberg zum Haas F1 Team wechseln wird.

## Statistik

### Karrierestationen
- 2006–2011: Kartsport
- 2012: Formel Renault 2.0 Eurocup (Platz 14)
- 2012: Alpine Formel Renault (Platz 7)
- 2013: Formel Renault 2.0 Eurocup (Platz 3)
- 2013: Alpine Formel Renault (Platz 12)
- 2014: Europäische Formel 3 (Meister)
- 2014: Formel Renault 3.5 (Platz 23)
- 2014: Formel 1 (Testfahrer)
- 2015: GP3-Serie (Meister)
- 2015: Formel 1 (Testfahrer)
- 2016: DTM (Platz 26)
- 2016: Formel 1 (Platz 23)
- 2017: Formel 1 (Platz 8)
- 2018: Formel 1 (Platz 12)
- 2019: Formel 1 (Testfahrer)
- 2020: Formel 1 (Platz 12)
- 2021: Formel 1 (Platz 11)
- 2022: Formel 1 (Platz 8)
- 2023: Formel 1 (Platz 12)
- 2024: Formel 1 (Platz 14)

### Einzelergebnisse in der europäischen Formel-3-Meisterschaft
| Jahr | Team            | Motor    | 1   | 2   | 3   | 4   | 5   | 6   | 7   | 8   | 9   | 10  | 11  | 12  | 13  | 14  | 15  | 16  | 17  | 18  | 19  | 20  | 21  | 22  | 23  | 24  | 25  | 26  | 27  | 28  | 29  | 30  | 31  | 32  | 33  | Punkte | Rang |
| ---- | --------------- | -------- | --- | --- | --- | --- | --- | --- | --- | --- | --- | --- | --- | --- | --- | --- | --- | --- | --- | --- | --- | --- | --- | --- | --- | --- | --- | --- | --- | --- | --- | --- | --- | --- | --- | ------ | ---- |
| 2014 | Prema Powerteam | Mercedes | SIL | SIL | SIL | HO1 | HO1 | HO1 | PAU | PAU | PAU | HUN | HUN | HUN | SPA | SPA | SPA | NOR | NOR | NOR | MOS | MOS | MOS | SPI | SPI | SPI | NÜR | NÜR | NÜR | IMO | IMO | IMO | HO2 | HO2 | HO2 | 478    | 1.   |
| 2014 | Prema Powerteam | Mercedes | 2   | 1   | 3   | 9   | 1   | 2   | 1   | 2   | 2   | 2   | 1   | 1   | DNF | 2   | 2   | 2   | 14  | 2   | 1   | 1   | 1   | 13  | DNF | 13  | 6   | 3   | DNF | 1   | 4   | 3   | 7   | 4   | 7   | 478    | 1.   |

### Einzelergebnisse in der Formel Renault 3.5
| Jahr | Team          | 1   | 2   | 3   | 4   | 5   | 6   | 7   | 8   | 9   | 10  | 11  | 12  | 13  | 14  | 15  | 16  | 17  | Punkte | Rang |
| ---- | ------------- | --- | --- | --- | --- | --- | --- | --- | --- | --- | --- | --- | --- | --- | --- | --- | --- | --- | ------ | ---- |
| 2014 | Comtec Racing | MNZ | MNZ | ALC | ALC | MON | SPA | SPA | MOS | MOS | NÜR | NÜR | HUN | HUN | LEC | LEC | JRZ | JRZ | 2      | 23.  |
| 2014 | Comtec Racing |     |     |     |     |     |     |     |     |     |     |     | 9   | DNS | 14  | 12  |     |     | 2      | 23.  |

### Einzelergebnisse in der GP3-Serie
| Jahr | Team           | 1   | 2   | 3   | 4   | 5   | 6   | 7   | 8   | 9   | 10  | 11  | 12  | 13  | 14  | 15  | 16  | 17  | 18  | Punkte | Rang |
| ---- | -------------- | --- | --- | --- | --- | --- | --- | --- | --- | --- | --- | --- | --- | --- | --- | --- | --- | --- | --- | ------ | ---- |
| 2015 | ART Grand Prix | ESP | ESP | AUT | AUT | GBR | GBR | HUN | HUN | BEL | BEL | ITA | ITA | RUS | RUS | BRN | BRN | UAE | UAE | 253    | 1.   |
| 2015 | ART Grand Prix | 1   | 7   | 3   | DSQ | 6   | 2   | 2   | 2   | 2   | 2   | 2   | 2   | 2   | 2   | 3   | 2   | 4   | 3   | 253    | 1.   |

### Statistik in der Formel-1-Weltmeisterschaft
Diese Statistik umfasst alle Teilnahmen des Fahrers an der Formel-1-Weltmeisterschaft.

#### Grand-Prix-Siege
| - 2021: Ungarn (Mogyoród) |

#### Gesamtübersicht
(Stand: Großer Preis von Ungarn, 3. August 2025)
| Saison | Team                       | Chassis           | Motor                 | Rennen | Siege | Zweiter | Dritter | Poles | schn. Rennrunden | Punkte | Punkte | WM-Pos. |
| ------ | -------------------------- | ----------------- | --------------------- | ------ | ----- | ------- | ------- | ----- | ---------------- | ------ | ------ | ------- |
| 2016   | Renault Sport F1 Team      | Renault R.S.16    | Renault 1.6 V6 Turbo  | −      | −     | −       | −       | −     | −                | −      | 0      | 24.     |
| 2016   | Manor Racing               | Manor MRT05       | Mercedes 1.6 V6 Turbo | 9      | −     | −       | −       | −     | −                | 0      | 0      | 24.     |
| 2017   | Sahara Force India F1 Team | Force India VJM10 | Mercedes 1.6 V6 Turbo | 20     | −     | −       | −       | −     | −                | 87     | 87     | 8.      |
| 2018   | Sahara Force India F1 Team | Force India VJM11 | Mercedes 1.6 V6 Turbo | 12     | −     | −       | −       | −     | −                | 29     | 49     | 12.     |
| 2018   | Racing Point F1 Team       | Force India VJM11 | Mercedes 1.6 V6 Turbo | 9      | −     | −       | −       | −     | −                | 20     | 49     | 12.     |
| 2020   | Renault DP World F1 Team   | Renault R.S.20    | Renault 1.6 V6 Turbo  | 17     | −     | 1       | −       | −     | −                | 62     | 62     | 12.     |
| 2021   | Alpine F1 Team             | Alpine A521       | Renault 1.6 V6 Turbo  | 22     | 1     | −       | −       | −     | −                | 74     | 74     | 11.     |
| 2022   | BWT Alpine F1 Team         | Alpine A522       | Renault 1.6 V6 Turbo  | 22     | −     | −       | −       | −     | −                | 92     | 92     | 8.      |
| 2023   | BWT Alpine F1 Team         | Alpine A523       | Renault 1.6 V6 Turbo  | 22     | −     | −       | 1       | −     | −                | 58     | 58     | 12.     |
| 2024   | BWT Alpine F1 Team         | Alpine A524       | Renault 1.6 V6 Turbo  | 23     | −     | 1       | –       | −     | 1                | 23     | 23     | 14.     |
| 2025   | MoneyGram Haas F1 Team     | Haas VF-25        | Ferrari 1.6 V6 Turbo  | 14     | −     | −       | –       | −     | −                | 27     | 27     | 10.     |
| Gesamt | Gesamt                     | Gesamt            | Gesamt                | 170    | 1     | 2       | 1       | −     | 1                | 472    | 472    |         |

#### Einzelergebnisse
| Saison | 1   | 2  | 3   | 4   | 5   | 6   | 7   | 8   | 9   | 10  | 11  | 12  | 13 | 14  | 15  | 16  | 17  | 18  | 19 | 20  | 21 | 22  | 23 | 24 |
| ------ | --- | -- | --- | --- | --- | --- | --- | --- | --- | --- | --- | --- | -- | --- | --- | --- | --- | --- | -- | --- | -- | --- | -- | -- |
| 2016   |     |    |     |     |     |     |     |     |     |     |     |     |    |     |     |     |     |     |    |     |    |     |    |    |
|        |     |    |     | TD  |     |     |     |     | TD  | TD  | TD  | 16  | 18 | 18  | 16  | 21  | 18  | 21  | 12 | 13  |    |     |    |    |
| 2017   |     |    |     |     |     |     |     |     |     |     |     |     |    |     |     |     |     |     |    |     |    |     |    |    |
| 10     | 10  | 10 | 7   | 5   | 12  | 6   | 6   | 8   | 8   | 9   | 9   | 6   | 10 | 10  | 6   | 6   | 5   | DNF | 8  |     |    |     |    |    |
| 2018   |     |    |     |     |     |     |     |     |     |     |     |     |    |     |     |     |     |     |    |     |    |     |    |    |
| 12     | 10  | 11 | DNF | DNF | 6   | 9   | DNF | 6   | 7   | 8   | 13  | 6   | 6  | DNF | 9   | 9   | DSQ | 11  | 14 | DNF |    |     |    |    |
| 2020   |     |    |     |     |     |     |     |     |     |     |     |     |    |     |     |     |     |     |    |     |    |     |    |    |
| 8      | DNF | 14 | 6   | 8   | 13  | 5   | 8   | DNF | 7   | DNF | 8   | DNF | 11 | 9   | 2   | 9   |     |     |    |     |    |     |    |    |
| 2021   |     |    |     |     |     |     |     |     |     |     |     |     |    |     |     |     |     |     |    |     |    |     |    |    |
| 13     | 9   | 7  | 9   | 9   | DNF | 14  | 14  | DNF | 9   | 1   | 7   | 9   | 10 | 14  | 10  | DNF | 13  | 8   | 5  | 4   | 9  |     |    |    |
| 2022   |     |    |     |     |     |     |     |     |     |     |     |     |    |     |     |     |     |     |    |     |    |     |    |    |
| 7      | 6   | 7  | 14  | 8   | 7   | 12  | 10  | 6   | DNF | 5   | 8   | 9   | 7  | 9   | 11  | DNF | 4   | 11  | 8  | 8   | 7  |     |    |    |
| 2023   |     |    |     |     |     |     |     |     |     |     |     |     |    |     |     |     |     |     |    |     |    |     |    |    |
| DNF    | 8   | 14 | 15  | 9   | C   | 3   | 8   | 8   | 147 | DNF | DNF | 8   | 10 | DNF | DNF | 9   | 7   | DNF | 10 | 10  | 4  | 12  |    |    |
| 2024   |     |    |     |     |     |     |     |     |     |     |     |     |    |     |     |     |     |     |    |     |    |     |    |    |
| 17     | 13  | 16 | 15  | 11  | 10  | 14  | DNF | 10  | 10  | 12  | 16  | 18  | 9  | 15  | 14  | 15  | 13  | 18  | 13 | 2   | 17 | DNF |    |    |
| 2025   |     |    |     |     |     |     |     |     |     |     |     |     |    |     |     |     |     |     |    |     |    |     |    |    |
| 13     | 5   | 18 | 8   | 14  | 12  | DNF | 7   | 16  | 9   | 10  | 13  | 155 | 16 |     |     |     |     |     |    |     |    |     |    |    |

| Legende  | Legende            | Legende                                                          |
| Farbe    | Abkürzung          | Bedeutung                                                        |
| -------- | ------------------ | ---------------------------------------------------------------- |
| Gold     | –                  | Sieg                                                             |
| Silber   | –                  | 2. Platz                                                         |
| Bronze   | –                  | 3. Platz                                                         |
| Grün     | –                  | Platzierung in den Punkten                                       |
| Blau     | –                  | Klassifiziert außerhalb der Punkteränge                          |
| Violett  | DNF                | Rennen nicht beendet (did not finish)                            |
| Violett  | NC                 | nicht klassifiziert (not classified)                             |
| Rot      | DNQ                | nicht qualifiziert (did not qualify)                             |
| Rot      | DNPQ               | in Vorqualifikation gescheitert (did not pre-qualify)            |
| Schwarz  | DSQ                | disqualifiziert (disqualified)                                   |
| Weiß     | DNS                | nicht am Start (did not start)                                   |
| Weiß     | WD                 | zurückgezogen (withdrawn)                                        |
| Hellblau | PO                 | nur am Training teilgenommen (practiced only)                    |
| Hellblau | TD                 | Freitags-Testfahrer (test driver)                                |
| ohne     | DNP                | nicht am Training teilgenommen (did not practice)                |
| ohne     | INJ                | verletzt oder krank (injured)                                    |
| ohne     | EX                 | ausgeschlossen (excluded)                                        |
| ohne     | DNA                | nicht erschienen (did not arrive)                                |
| ohne     | C                  | Rennen abgesagt (cancelled)                                      |
| ohne     | keine WM-Teilnahme |                                                                  |
| sonstige | P/fett             | Pole-Position                                                    |
| sonstige | 1/2/3/4/5/6/7/8    | Punktplatzierung im Sprint-/Qualifikationsrennen                 |
| sonstige | SR/kursiv          | Schnellste Rennrunde                                             |
| sonstige | *                  | nicht im Ziel, aufgrund der zurückgelegten Distanz aber gewertet |
| sonstige | ()                 | Streichresultate                                                 |
| sonstige | unterstrichen      | Führender in der Gesamtwertung                                   |

### Einzelergebnisse in der DTM
| Saison | Team           | Hersteller | 1   | 2   | 3   | 4   | 5   | 6   | 7   | 8   | 9   | 10  | 11  | 12  | 13  | 14  | 15  | 16  | 17  | 18  | Punkte | Rang |
| ------ | -------------- | ---------- | --- | --- | --- | --- | --- | --- | --- | --- | --- | --- | --- | --- | --- | --- | --- | --- | --- | --- | ------ | ---- |
| 2016   | ART Grand Prix | Mercedes   | HO1 | HO1 | SPI | SPI | LAU | LAU | NOR | NOR | ZAN | ZAN | MOS | MOS | NÜR | NÜR | HUN | HUN | HO2 | HO2 | 2      | 26.  |
| 2016   | ART Grand Prix | Mercedes   | DNF | DNF | 20  | 18  | 23  | 15  | DNF | 13  | 9   | 17  |     |     |     |     |     |     |     |     | 2      | 26.  |

| Legende  | Legende            | Legende                                                          |
| Farbe    | Abkürzung          | Bedeutung                                                        |
| -------- | ------------------ | ---------------------------------------------------------------- |
| Gold     | –                  | Sieg                                                             |
| Silber   | –                  | 2. Platz                                                         |
| Bronze   | –                  | 3. Platz                                                         |
| Grün     | –                  | Platzierung in den Punkten                                       |
| Blau     | –                  | Klassifiziert außerhalb der Punkteränge                          |
| Violett  | DNF                | Rennen nicht beendet (did not finish)                            |
| Violett  | NC                 | nicht klassifiziert (not classified)                             |
| Rot      | DNQ                | nicht qualifiziert (did not qualify)                             |
| Rot      | DNPQ               | in Vorqualifikation gescheitert (did not pre-qualify)            |
| Schwarz  | DSQ                | disqualifiziert (disqualified)                                   |
| Weiß     | DNS                | nicht am Start (did not start)                                   |
| Weiß     | WD                 | zurückgezogen (withdrawn)                                        |
| Hellblau | PO                 | nur am Training teilgenommen (practiced only)                    |
| Hellblau | TD                 | Freitags-Testfahrer (test driver)                                |
| ohne     | DNP                | nicht am Training teilgenommen (did not practice)                |
| ohne     | INJ                | verletzt oder krank (injured)                                    |
| ohne     | EX                 | ausgeschlossen (excluded)                                        |
| ohne     | DNA                | nicht erschienen (did not arrive)                                |
| ohne     | C                  | Rennen abgesagt (cancelled)                                      |
| ohne     | keine WM-Teilnahme |                                                                  |
| sonstige | P/fett             | Pole-Position                                                    |
| sonstige | 1/2/3/4/5/6/7/8    | Punktplatzierung im Sprint-/Qualifikationsrennen                 |
| sonstige | SR/kursiv          | Schnellste Rennrunde                                             |
| sonstige | *                  | nicht im Ziel, aufgrund der zurückgelegten Distanz aber gewertet |
| sonstige | ()                 | Streichresultate                                                 |
| sonstige | unterstrichen      | Führender in der Gesamtwertung                                   |